# Hedeoma mollis
Hedeoma mollis är en kransblommig växtart som beskrevs av John Torrey. Hedeoma mollis ingår i släktet Hedeoma och familjen kransblommiga växter. Inga underarter finns listade i Catalogue of Life.